# Takifugu obscurus
Takifugu obscurus és una espècie de peix de la família dels tetraodòntids i de l'ordre dels tetraodontiformes.

## Distribució geogràfica
Es troba a Àsia: la Xina, el Japó, Corea del Nord i Corea del Sud.

## Observacions
- És emprat per a l'alimentació humana, el comerç de peixos d'aquari i la investigació animal.[5]